# 뉴욕의 연인들 (2011년 영화)
《뉴욕의 연인들》(영어: New Year's Eve)은 2011년 개봉한 미국의 로맨틱 코미디 영화이다.

## 출연
- 제이크 T. 오스틴
- 짐 벌루시
- 핼리 베리
- 제시카 빌
- 마이클 블룸버그
- 존 본 조비
- 애비게일 브레슬린
- 루더크리스
- 매슈 브로더릭
- 로버트 드니로
- 조시 더멜
- 잭 에프론
- 헥터 엘리존도
- 케리 엘위스
- 칼라 구지노
- 캐서린 하이글
- 체리 존스
- 애슈턴 쿠처
- 존 리스고
- 조이 매킨타이어
- 캐서린 맥너마라
- 세스 마이어스
- 리아 미셸
- 얼리사 밀라노
- 세라 제시카 파커
- 러셀 피터스
- 미셸 파이퍼
- 세라 폴슨
- 라이언 시크레스트
- 틸 슈바이거
- 힐러리 스왱크
- 소피아 베르가라
- 냇 울프
- 코먼
- 숀 오브라이언
- 잭 맥기
- 야들리 스미스
- 페니 마셜
- 드리나 드니로
- 크리스틴 레이킨
- 어마레이 스토더마이어